# Frederik Storm
Frederik Storm (født 20. februar 1989) er en dansk ishockeyspiller, der spiller i ERC Ingolstadt og for det danske ishockeylandshold.
Frederik Storm er født og opvokset i Gentofte og her begyndte han at spille ishockey som  4-årig og fortsatte i klubben, til han var 15. Hans karriere i Isligaen startede som 16-årig, hvor han de første par år spillede for Herlev Hornets. Efter at have udviklet sig her, kom han til SønderjyskE Ishockey, som er en større klub, og her blev han en vigtig brik på holdet, der vandt danmarksmesterskabet i 2009-10. I grundspillet samme år lavede han 17 mål og 14 assister. Dette gjorde ham til en af sæsonens mest scorende danskere i AL-Bank Ligaen. Seerne på TV2 Sport kårede ham efterfølgende til "årets pokalfighter".
Frederik Storm blev kåret som årets spiller i Al-bank ligaen i Danish ishockey Award 2012. Dette år havde han lavet 20 mål og 24 assist i grundspillet.
Frederik Storm har desuden spillet på flere af de danske ungdomslandshold og kom i 2010 første gang med i Landsholdstruppen som 21 årig. 
Frederik storm har spillet i følgende klubber: Gentofte (1.division), Herlev Hornets (isligaen), Sønderjyske (isligaen), Herlev Eagels (isligaen) og Malmö Redhawks (Allsvenskan & SHL).

## Eksterne links
- Wikimedia Commons har flere filer relateret til Frederik Storm
- Statistik Eliteprospects.com Arkiveret 28. april 2010 hos  Wayback Machine